# Friedrich Jessen
Friedrich Jessen (* 17. Mai 1865 in Westerhever; † 2. April 1935 in Hamburg) war ein deutscher Arzt.

## Leben und Wirken
Jessen studierte an der Eberhard Karls Universität Tübingen. Während seines Studiums wurde er 1884 Mitglied der Tübinger Burschenschaft Derendingia. Er wurde zum Dr. med. promoviert.
In den beiden ersten Jahrzehnten des 20. Jahrhunderts leitete er in Davos das sogenannte Waldsanatorium, das von Thomas Mann als ein Ort für den Roman Der Zauberberg genutzt wurde, der 1924 erschien. Thomas Mann und seine Frau Katia Mann waren im Jahr 1912 von Jessen behandelt worden.

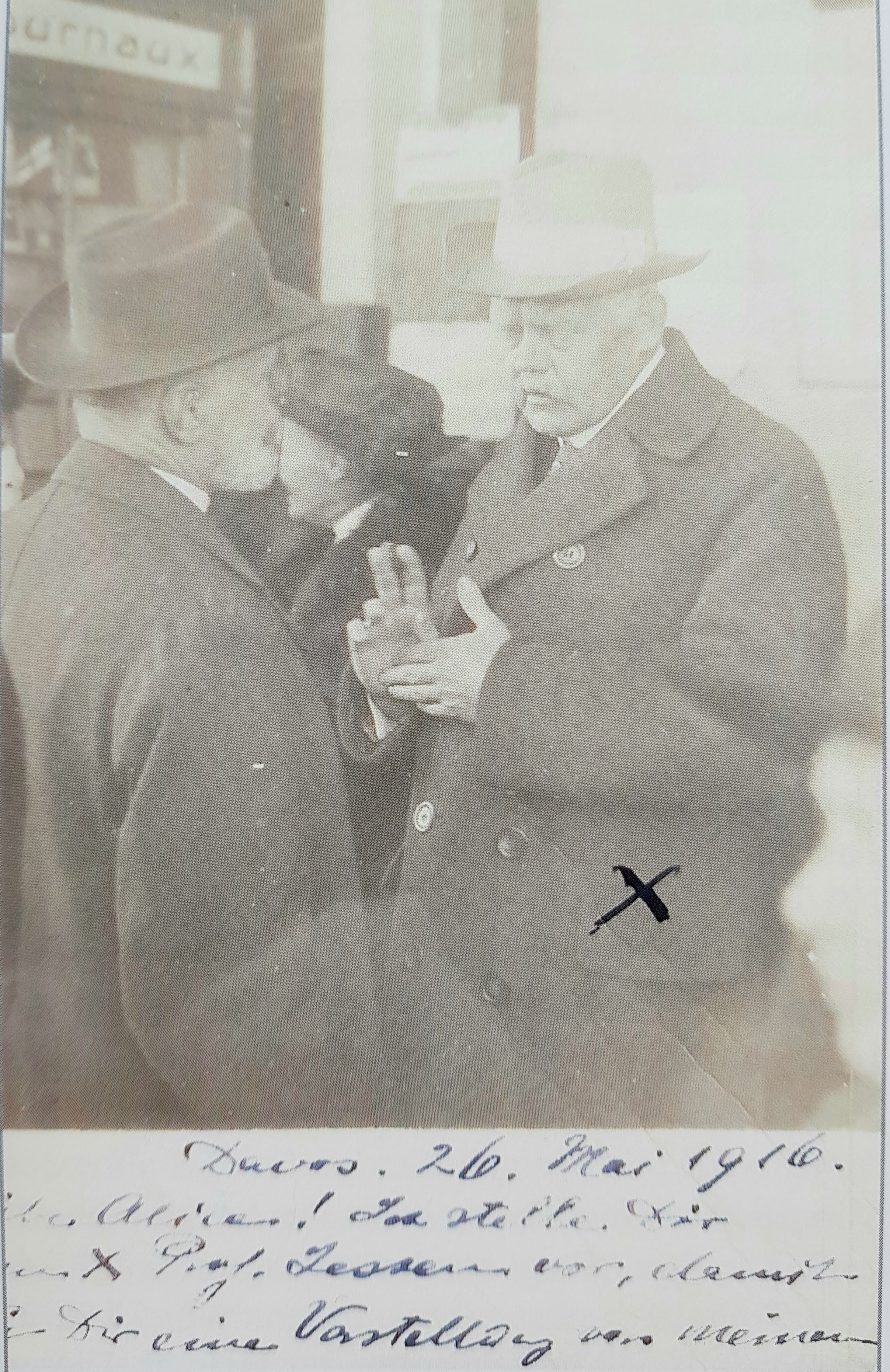
Professor Jessen auf Postkarte, aus dem Jahr 1916

Geheimrat Professor Dr. Friedrich Jessen, wie sein voller Titel lautete, gilt weithin als das Vorbild für Klinikleiter Hofrat Behrens aus dem Zauberberg, der dem Protagonisten des Romans zur mehrmaligen Verlängerung des Aufenthaltes in Davos rät.  Jessen  soll auch Thomas Mann die Verlängerung seines Aufenthaltes wegen eines Katarrhs geraten haben. Aus anderen Quellen der Zeit geht hervor, dass Jessen in der Tat immer wieder zu weiteren Behandlungen riet; so berichtet ein Brief eines süddeutschen Unternehmers „Heute habe ich mit Prof J. gesprochen, er meint, wenn ich geschäftlich nichts versäume, sollte ich nächsten Winter im Hochgebirge bleiben [...]. Er erklärte mir noch, wenn ich länger an einem Stück bleibe, sei ich später gegen Rückfälle gesichert.“
Jessen und andere Ärzte sollen sehr kritisch auf den Zauberberg reagiert haben. In einem Brief aus dem Jahr 1925 betonte Mann jedoch, die Ähnlichkeiten zwischen Behrens und „einem weit über Davos bekannten Lungenspezialisten“ seien allenfalls „ausserordentlich oberflächlich“.
Gleichzeitig gibt es zahlreiche Parallelen, jenseits der äußerlichen Ähnlichkeiten. Jessen betätigte sich beispielsweise künstlerisch, mit Bronze und Gips, während die Romanfigur Behrens mit Öl malte.

Jessen war Vizepräsident der Naturforschenden Gesellschaft Davos.
Ab 1927 war Jessen in Hamburg als Arzt tätig.
Jessen war mit der Australierin Gussie Shadler verheiratet. Einer ihrer Söhne war Sydney Jessen.

## Ehrungen
- 11. Juni 1917: Geheimer Sanitätsrat[13]

## Veröffentlichungen (Auswahl)
- Soziale Krankenpflege in Krankenhäusern. Jena 1904.
- Lungenschwindsucht und Nervensystem. Jena 1905.
- Die operative Behandlung der Lungentuberkulose. 3. Auflage, Leipzig 1921.
- Die Prognose der Lungentuberkulose. Leipzig 1925.

## Belege
1. ↑  Verzeichnis der Alten Herren der Deutschen Burschenschaft. Überlingen am Bodensee 1920, S. 230.
2. ↑  Willy Nolte (Hrsg.): Burschenschafter-Stammrolle. Verzeichnis der Mitglieder der Deutschen Burschenschaft nach dem Stande vom Sommer-Semester 1934. Berlin 1934. S. 226.
3. ↑  Frederik Jötten: Fehldiagnosen in Davos | NZZ. 9. Juni 2012, ISSN 0376-6829 (nzz.ch [abgerufen am 31. Mai 2019]).
4. ↑  Thomas Mann Figurenlexikon: Behrens, Dr. Abgerufen am 31. Mai 2019.
5. ↑  Sana Kliniken Sommerfeld: Zukunft durch Tradition die Alpenidylle am Rande Berlins; medizinhistorischer Spaziergang im 100. Jahr des Bestehens der Sana Kliniken Sommerfeld; [1914–2014]. Letterado Verl, Quedlinburg 2013, ISBN 978-3-938579-28-2.
6. ↑  Karl Gutbrod: Chronik Reisser 1640–1960. Kohlhammer Verlag, Stuttgart 2007.
7. ↑  Frederik Jötten: Fehldiagnosen in Davos | NZZ. 9. Juni 2012, ISSN 0376-6829 (nzz.ch [abgerufen am 31. Mai 2019]).
8. ↑  Leo Baeck Institute Archives: Thomas Mann Collection. 1921, S. 12 (archive.org [abgerufen am 31. Mai 2019]).
9. ↑  Tobias Gohlis: Thomas-Mann-Symposium in Davos: Auf der Suche nach Spuren, Zeichen, tiefer Bedeutung: Rückkehr zum "Zauberberg". In: Die Zeit. 30. September 1994, ISSN 0044-2070 (zeit.de [abgerufen am 31. Mai 2019]).
10. ↑  Verhandlungen der Schweizerischen Naturforschenden Gesellschaft = Actes de la Société Helvétique des Sciences Naturelles = Atti della Società Elvetica di Scienze Naturali. Band 101, 1920, S. 101. (Online)
11. ↑  Bernd W. Seiler: Mann, Thomas. In: Fakten und Fiktionen. Werklexikon der deutschsprachigen Schlüsselliteratur. 1900–2010. Hrsg. von E. M. Rösch. 2. Halbband. Stuttgart 2013, S. 432.
12. ↑  Günther Schwarberg: Es war einmal ein Zauberberg: Thomas Mann in Davos : eine Spurensuche. Steidl, 2001, ISBN 978-3-88243-775-1, S. 35.
13. ↑  Bündnerisches Monatsblatt. Zeitschrift für bündnerische Geschichte, Landes- und Volkskunde. 1917 Heft 7, S. 227. (Online)

| Personendaten    | Personendaten     |
| ---------------- | ----------------- |
| NAME             | Jessen, Friedrich |
| KURZBESCHREIBUNG | deutscher Arzt    |
| GEBURTSDATUM     | 17. Mai 1865      |
| GEBURTSORT       | Westerhever       |
| STERBEDATUM      | 2. April 1935     |
| STERBEORT        | Hamburg           |